# Bractwo (cerkiew)

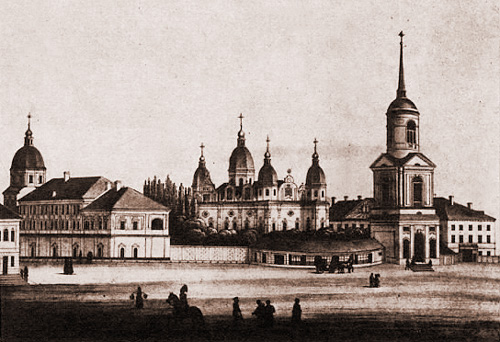
Kompleks jednego z bractw w Kijowie

Bractwo (Bractwo cerkiewne) – narodowo-religijna prawosławna organizacja społeczna ruskich mieszczan w Królestwie Polskim i Wielkim Księstwie Litewskim, a od 1569 w Rzeczypospolitej w XV–XVIII wieku.

## Działalność
Bractwa objęty swoją działalnością kwestie wyznaniowe, kulturalno-oświatowe i społeczno-polityczne. Nie były organizacjami masowymi, liczyły maksymalnie kilkudziesięciu członków, lecz skupiały najaktywniejszą część społeczności prawosławnej.
Odgrywały znaczną rolę w życiu społecznym, politycznym i kulturalnym miast. Zazwyczaj prowadziły szkoły, zwane brackimi i drukarnie.
Bractwa posiadały własne domy, i były zarządzane według specjalnego statutu uchwalonego przez bractwo. Na czele bractwa stał corocznie wybierany starosta, który przy pomocy kluczników zarządzał majątkiem bractwa. Starosta rozstrzygał spory pomiędzy członkami bractwa.

## Historia
Pierwsze bractwo cerkiewne w powstało w Wilnie około roku 1450, w oparciu o cech kuśnierzy. Na Rusi Koronnej wiodącą rolę odgrywało bractwo Zaśnięcia Najświętszej Marii Panny we Lwowie.
Bractwa cerkiewne powstawały w wielu miastach, m.in. w Krasnymstawie i Rohatynie (1589), Brześciu, Gródku i Gołogórach (1591), Bielsku i Lublinie (1594), Haliczu (ok.1594), Starej Soli (1600), Mohylewie, Drohobyczu, Samborze, Sanoku, Kamionce Strumiłowej, Zamościu, Kijowie (1615), Łucku (1617). W jednym mieście mogło być więcej niż jedno bractwo - tak było np. we Lwowie i Brześciu.
Zasięg geograficzny bractw obejmował wyłącznie obszar Rzeczypospolitej (nie były znane na Rusi Moskiewskiej), zwłaszcza w jej zachodnich diecezjach prawosławnych. 

## Teorie powstania bractw cerkiewnych
Wg Stefana Dmitruka hipotezy dotyczący powstania bractw można podzielić na następujące kategorie: 
- teorię miłości chrześcijańskiej (bractwa cerkiewne jako realizacja zasad pierwszych chrześcijan),
- teorię bratczyn (bractwa wyewoluowały z cechów rzemieślniczych, a te ze słowiańskich rodów),
- teorię bractw miodowych (biesiady z okazji świąt cerkiewnych sprzyjały powstaniu bractw miodowych, a te pod wpływem cechów, przekształcały się w bractwa cerkiewne),
- teorie cechów zachodnioeuropejskich (bractwa jako adaptacja zachodnich struktur cechowych),
- teoria wpływu wspólnot rzymskokatolickich (kopiowanie przez Cerkiew analogicznych struktur w Kościele Katolickim)[4].

Antoni Mironowicz wskazuje na rolę soborowości Cerkwi jako jej zasady ustrojowej, która włączała świeckich w opiekę nad wspólnotą oraz czynników społeczno-politycznych: uprzywilejowania katolików w strukturach cechowych przy rosnącym znaczeniu politycznym mieszczaństwa. Bractwa pozwalały bronić świeckich interesów prawosławnych mieszczan. Kultura renesansowa i reformacja, oraz uświadomienie kulturowe i religijne ludności ruskiej nadały następnie bractwom szczególnego znaczenia politycznego i kulturowego.